# Арш
„Арш“ (на турски: Arş) е османски вестник, излизал в Скопие, Османската империя.
Вестникът започва да излиза в 1911 година. Собственик и управител е Мехмед Сами.